# Campeonato Sudamericano de Clubes de Voleibol Masculino de 2017
El Campeonato Sudamericano de Clubes de Voleibol Masculino de 2017 fue la novena edición del torneo de voleibol masculino más importante a nivel de clubes en Sudamérica desde su reanudación. El torneo comenzó el 21 de febrero y finalizó el 25 del mismo mes de 2017 y tuvo por sede la ciudad de Uberlândia, en Brasil.
El equipo campeón disputa el Campeonato Mundial de Clubes de la FIVB.

## Equipos participantes
| - Bohemios, campeón de Uruguay. - Montes Claros, equipo organizador. - USL Montjoly, invitado. (baja) - Personal Bolívar, ganador Presudamericano en Argentina | - Sada Cruzeiro, campeón de la SuperLiga Brasilera. - San Martín, campeón de Bolivia. - Unilever, campeón de la Liga Superior de Perú. - UPCN San Juan Vóley, campeón de la Liga Argentina. |

## Modo de disputa
El campeonato se juega en dos fases, la fase de grupos y las eliminatorias. En primera instancia, los equipos se dividen en dos grupos, A y B, donde los equipos se enfrentan los unos a los otros. Los dos mejores equipos de cada grupo avanzan a la segunda fase, de eliminatorias. 
Los equipos ubicados en las terceras posiciones de cada grupo se enfrentan para determinar el quinto puesto, mientras que los últimos de grupo se enfrentan por el séptimo puesto.
Los mejores cuatro equipos se enfrentan en la segunda fase, donde el primero de un grupo se enfrenta al segundo del otro. Los dos ganadores avanzan a la final mientras que los perdedores disputan el tercer puesto.

## Primera fase
Los horarios corresponden al huso horario de Brasil en verano, UTC–3.

### Grupo A
| Pos. | Equipo        | Pts | PG | PP | SG | SP | PG  | PP  |
| ---- | ------------- | --- | -- | -- | -- | -- | --- | --- |
| 1.º  | Sada Cruzeiro | 6   | 2  | 0  | 6  | 0  | 150 | 99  |
| 2.º  | Montes Claros | 3   | 1  | 1  | 3  | 3  | 134 | 120 |
| 3.º  | Bohemios      | 0   | 0  | 2  | 0  | 6  | 85  | 150 |

|  | Clasificados a semifinales. |

| 21 de febrero, 20:00 | Montes Claros | 3 - 0                          | Bohemios | Ginásio Municipal Tancredo Neves, Uberlândia |             |
|                      |               | ( 25-15, 25-9, 25-21 ) Reporte |          | Árbitro(s):                                  | Árbitro(s): |

| 22 de febrero, 20:00 | Sada Cruzeiro | 3 - 0                           | Montes Claros | Ginásio Municipal Tancredo Neves, Uberlândia |             |
|                      |               | ( 25-21, 25-23, 25-15 ) Reporte |               | Árbitro(s):                                  | Árbitro(s): |

| 23 de febrero, 18:30 | Sada Cruzeiro | 3 - 0                           | Bohemios | Ginásio Municipal Tancredo Neves, Uberlândia |             |
|                      |               | ( 25-16, 25-12, 25-12 ) Reporte |          | Árbitro(s):                                  | Árbitro(s): |

### Grupo B
| Pos. | Equipo           | Pts | PG | PP | SG | SP | PG  | PP  |
| ---- | ---------------- | --- | -- | -- | -- | -- | --- | --- |
| 1.º  | Personal Bolívar | 9   | 3  | 0  | 9  | 0  | 225 | 154 |
| 2.º  | UPCN San Juan    | 6   | 2  | 1  | 6  | 4  | 232 | 203 |
| 3.º  | Unilever         | 3   | 1  | 2  | 4  | 6  | 208 | 213 |
| 4.º  | San Martín       | 0   | 0  | 3  | 0  | 9  | 130 | 225 |

|  | Clasificados a semifinales. |

| 21 de febrero, 17:00 | Personal Bolívar | 3 - 0                           | Unilever | Ginásio Municipal Tancredo Neves, Uberlândia |             |
|                      |                  | ( 25-16, 25-20, 25-11 ) Reporte |          | Árbitro(s):                                  | Árbitro(s): |

| 21 de febrero, 18:30 | UPCN San Juan | 3 - 0                           | San Martín | Ginásio Municipal Tancredo Neves, Uberlândia |             |
|                      |               | ( 25-13, 25-19, 25-10 ) Reporte |            | Árbitro(s):                                  | Árbitro(s): |

| 22 de febrero, 17:00 | Personal Bolívar | 3 - 0                           | San Martín | Ginásio Municipal Tancredo Neves, Uberlândia |             |
|                      |                  | ( 25-17, 25-13, 25-16 ) Reporte |            | Árbitro(s):                                  | Árbitro(s): |

| 22 de febrero, 18:30 | UPCN San Juan | 3 - 1                                  | Unilever | Ginásio Municipal Tancredo Neves, Uberlândia |             |
|                      |               | ( 21-25, 25-20, 25-21, 25-20 ) Reporte |          | Árbitro(s):                                  | Árbitro(s): |

| 23 de febrero, 17:00 | Unilever | 3 - 0                           | San Martín | Ginásio Municipal Tancredo Neves, Uberlândia |             |
|                      |          | ( 25-13, 25-13, 25-16 ) Reporte |            | Árbitro(s):                                  | Árbitro(s): |

| 23 de febrero, 20:00 | UPCN San Juan | 0 - 3                           | Personal Bolívar | Ginásio Municipal Tancredo Neves, Uberlândia |             |
|                      |               | ( 19-25, 23-25, 19-25 ) Reporte |                  | Árbitro(s):                                  | Árbitro(s): |

## Segunda fase
Los horarios corresponden al huso horario de Brasil en verano, UTC–3.
|  | Semifinales      | Semifinales |                  |               | Final         | Final        |  |
|  |                  |             |                  |               |               |              |  |
|  |                  |             |                  |               |               |              |  |
|  | Sada Cruzeiro    | 3           |                  |               |               |              |  |
|  | Sada Cruzeiro    | 3           |                  |               |               |              |  |
|  | UPCN San Juan    | 0           |                  |               |               |              |  |
|  | UPCN San Juan    | 0           |                  | Sada Cruzeiro | 3             |              |  |
|  |                  |             |                  | Sada Cruzeiro | 3             |              |  |
|  |                  |             | Personal Bolívar | 0             |               |              |  |
|  | Personal Bolívar | 3           | Personal Bolívar | 0             |               |              |  |
|  | Personal Bolívar | 3           |                  |               |               |              |  |
|  | Montes Claros    | 2           |                  |               | Tercer lugar  | Tercer lugar |  |
|  | Montes Claros    | 2           |                  |               | Tercer lugar  | Tercer lugar |  |
|  |                  |             |                  |               |               |              |  |
|  |                  |             |                  |               | UPCN San Juan | 3            |  |
|  |                  |             |                  |               | UPCN San Juan | 3            |  |
|  |                  |             |                  |               | Montes Claros | 0            |  |
|  |                  |             |                  |               | Montes Claros | 0            |  |
|  |                  |             |                  |               |               |              |  |

|  | Quinto puesto |   |  |
|  |               |   |  |
|  | Bohemios      | 0 |  |
|  | Bohemios      | 0 |  |
|  | Unilever      | 3 |  |
|  | Unilever      | 3 |  |

### Quinto puesto
| 24 de febrero, 17:00 | Bohemios | 0 - 3                           | Unilever | Ginásio Municipal Tancredo Neves, Uberlândia |             |
|                      |          | ( 17-25, 13-25, 18-25 ) Reporte |          | Árbitro(s):                                  | Árbitro(s): |

### Semifinales
| 24 de febrero, 18:30 | Sada Cruzeiro | 3 - 0                           | UPCN San Juan | Ginásio Municipal Tancredo Neves, Uberlândia |             |
|                      |               | ( 25-21, 25-19, 25-23 ) Reporte |               | Árbitro(s):                                  | Árbitro(s): |

| 24 de febrero, 20:30 | Personal Bolívar | 3 - 2                                         | Montes Claros | Ginásio Municipal Tancredo Neves, Uberlândia |             |
|                      |                  | ( 28-26, 25-21, 23-25, 24-26, 15-10 ) Reporte |               | Árbitro(s):                                  | Árbitro(s): |

### Tercer puesto
| 25 de febrero, 14:30 | UPCN San Juan | 3 - 0                           | Montes Claros | Ginásio Municipal Tancredo Neves, Uberlândia |             |
|                      |               | ( 25-22, 25-19, 25-23 ) Reporte |               | Árbitro(s):                                  | Árbitro(s): |

### Final
| 25 de febrero, 17:30 | Sada Cruzeiro | 3 - 0                           | Personal Bolívar | Ginásio Municipal Tancredo Neves, Uberlândia |             |
|                      |               | ( 26-24, 25-23, 25-23 ) Reporte |                  | Árbitro(s):                                  | Árbitro(s): |

## Posiciones Finales
| Pos.              | Equipo              |
| ----------------- | ------------------- |
| Medalla de oro    | Sada Cruzeiro       |
| Medalla de plata  | Personal Bolívar    |
| Medalla de bronce | UPCN San Juan Vóley |
| 4.º               | Montes Claros       |
| 5.º               | Unilever            |
| 6.º               | Bohemios            |
| 7.º               | San Martín          |

|  | Clasificado al Mundial de Clubes de la FIVB de 2017 |

| Campeón Sudamericano de Clubes |
| ------------------------------ |
| Sada Cruzeiro Cuarto título    |